# ليون كار
ليون كار (بالإنجليزية: Leon Carr)‏ هو ملحن وكاتب أغاني أمريكي، ولد في 10 يونيو 1910 في ألينتاون في الولايات المتحدة، وتوفي في 27 مارس 1976 في نيويورك في الولايات المتحدة.

## وصلات خارجية
- ليون كار على موقع IMDb (الإنجليزية)
- ليون كار على موقع ميوزك برينز (الإنجليزية)
- ليون كار على موقع أول ميوزيك (الإنجليزية)
- ليون كار على موقع ديسكوغز (الإنجليزية)